# リザレクション (BACK-ONの曲)
「リザレクション」はBACK-ONの配信限定シングル。cutting edgeから2015年5月20日に配信された。
収録されているコンピレーションアルバムの『新劇場版 頭文字D Legend2 -闘争- SOUND COLLECTION』と同時発売。
BACK-ONのアルバムで初収録のアルバムは『PACK OF THE FUTURE』である。

## 概要
BACK-ONで配信限定曲はこれで2曲目。「BUZZ BOY」以来、約1年振りとなる。

## タイアップ
映画『新劇場版 頭文字D Legend2 -闘争-』主題歌

## 収録内容
1. リザレクション [4:00]
  - 作詞・作曲 : BACK-ON